# Toury-Lurcy
Toury-Lurcy ist eine französische Gemeinde mit 406 Einwohnern (Stand 1. Januar 2022) im Département Nièvre in der Region Bourgogne-Franche-Comté (vor 2016 Bourgogne). Sie gehört zum Arrondissement Nevers und zum Kanton Saint-Pierre-le-Moûtier. Die Einwohner werden Touryçois genannt.

## Geographie
Toury-Lurcy liegt etwa 40 Kilometer südöstlich von Nevers am Abron. Umgeben wird Toury-Lurcy von den Nachbargemeinden Saint-Germain-Chassenay im Norden, Cossaye im Nordosten und Osten, Lucenay-lès-Aix im Südosten, Saint-Ennemond im Süden, Dornes im Südwesten und Westen sowie Saint-Parize-en-Viry im Westen.

## Bevölkerungsentwicklung
| Jahr                       | 1962 | 1968 | 1975 | 1982 | 1990 | 1999 | 2006 | 2013 | 2020 |
| Einwohner                  | 480  | 451  | 406  | 389  | 442  | 427  | 410  | 422  | 409  |
| Quellen: Cassini und INSEE |      |      |      |      |      |      |      |      |      |

## Sehenswürdigkeiten

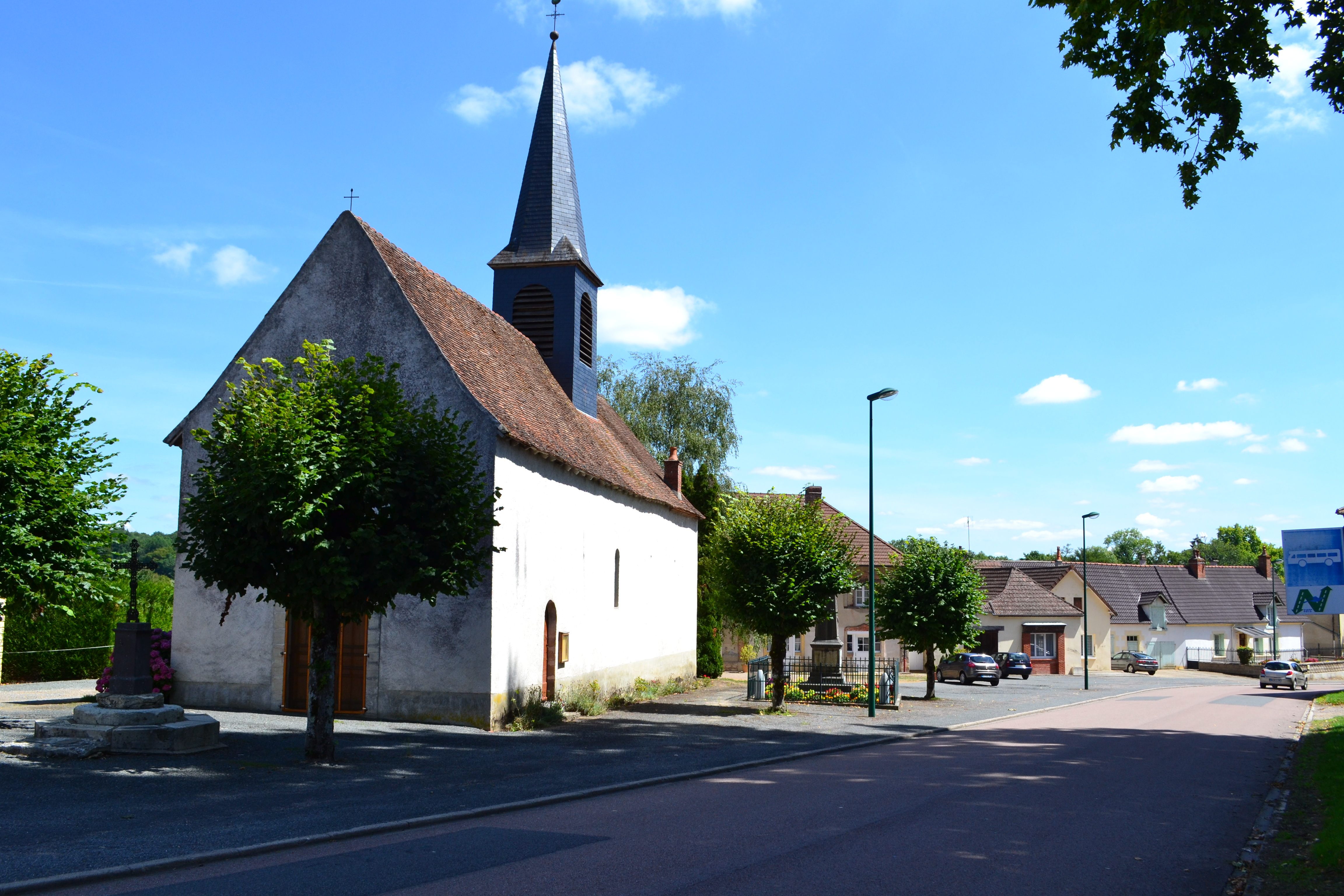
Kirche Saint-Martin
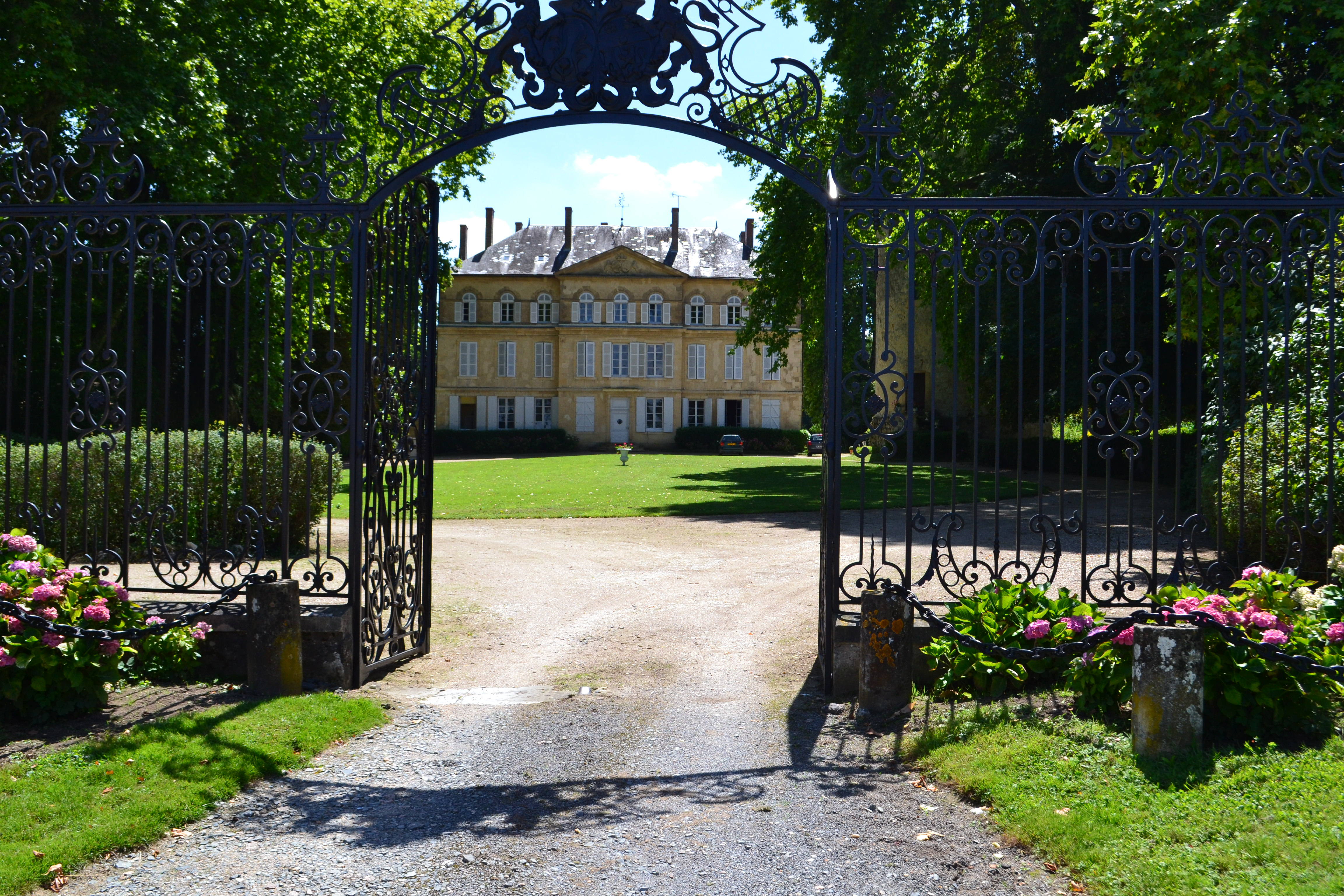
Schloss Toury-Lurcy

- Kirche Saint-Martin
- Schloss